# Sort Og Hvid Til Evig Tid
Sort Og Hvid Til Evig Tid er musikalbum af den danske kunstner Søren Huss, som udkom i 2019. Albummet modtog fem ud af seks stjerner i musikmagasinet GAFFA.

## Spor
| # | Titel                                        | Længde |
| - | -------------------------------------------- | ------ |
| 1 | En Smeltet Kaktus I En Vestvendt Vindueskarm | 4:33   |
| 2 | Postkort                                     | 4:01   |
| 3 | Entreprenør                                  | 3:33   |
| 4 | Romantikerens Kile                           | 4:02   |
| 5 | Blændværk                                    | 2:37   |
| 6 | Vekseleren                                   | 4:28   |
| 7 | Sort Og Hvid Til Evig Tid                    | 3:55   |
| 8 | Fra Støvfang Til Rod                         | 3:30   |